# Renata Costa
Pour les articles homonymes, voir Costa.
Renata Aparecida da Costa, appelée Renata Costa ou Kóki, née le 8 juillet 1988 à Assaí au Brésil, est une joueuse brésilienne de football évoluant au poste de milieu de terrain. Internationale brésilienne, elle évolue en club en 2012 au Foz Cataratas.

## Biographie
Renata Costa fait partie du groupe de jeunes brésiliennes qui termine quatrième de la Coupe du monde de football féminin des moins de 19 ans 2002. Elle dispute sa première grande compétition internationale en sélection nationale brésilienne lors de la Coupe du monde de football féminin 2003, échouant en quart de finale. 
Elle participe aux Jeux olympiques de 2004, et atteint la finale du tournoi, échouant en finale contre les États-Unis. Renata Costa joue aussi la Coupe du monde de football féminin des moins de 19 ans 2004 où le Brésil se classe troisième. Troisième de la Coupe du monde de football féminin des moins de 20 ans 2006, Renata Costa atteint la finale de la Coupe du monde de football féminin 2007, qu'elle perd face à l'Allemagne. 
Elle est ensuite vice-championne olympique en 2008 et quart-de-finaliste de la Coupe du monde de football féminin 2011. La milieu de terrain brésilienne est sélectionnée pour jouer les Jeux olympiques d'été de 2012 : elle marque dès le premier match contre le Cameroun.